# Marendaz
Marendaz war ein britischer Hersteller von Automobilen.

## D. M. K. Marendaz Limited
Donald Marcus Kelway Marendaz hatte 1919 mit Charles A. Seelhoff (1893–?) in Coventry die Marseal Motors Limited als Getriebebauer und Zulieferer für die Automobilindustrie gegründet. Ab 1920 stellte das Unternehmen leichte Fahrzeuge der Marken Marseel und Marseal her.
Kurz nach der Schließung dieses Betriebs 1926 gründete Marendaz in London erneut ein Unternehmen, die D. M. K. Marendaz Limited, die sich auf Sportwagen. Der Firmensitz lag an der Brixton Road (London SW9; Stadtteil Camberwell im Bezirk Southwark). Da die Kapazitäten mit seinem Marendaz Special bei Weitem nicht ausgelastet waren, übernahm Marendaz auch Wartung und Tuning von Fremdmarken und bemühte sich erfolgreich um eine Vertretung für US-amerikanische Graham-Paige-Personenwagen, die im selben Gebäude untergebracht wurde. Dieses Gebäude beherbergte außerdem die Londoner Bugatti-Vertretung.
Obwohl Marendaz ein aufwendiges Rennteam unterhielt und damit vor allem in nationalen Wettkämpfen recht erfolgreich war, wurden nur wenige Marendaz Special verkauft. Wenig hilfreich dürfte sich D.M.K. Marendaz’ notorisch schlechtes Verhältnis zur Presse ausgewirkt haben; er stand im Ruf, schnell das Gericht gegen missliebige Artikel und Kommentare anzurufen.

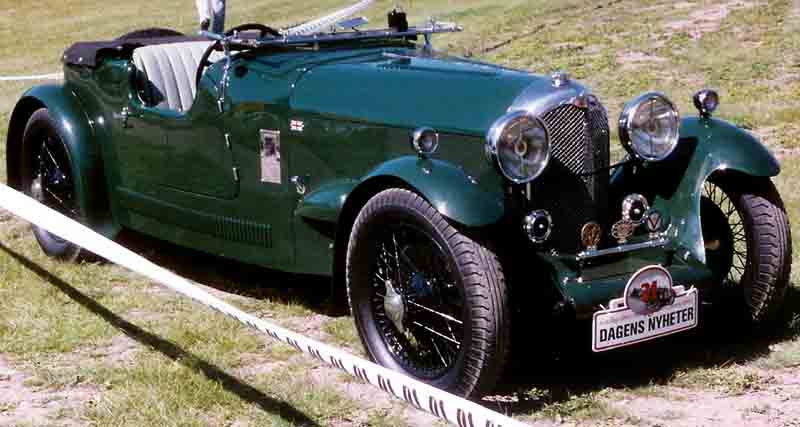
Marendaz Special 13/70 2-Seater Sports von 1932

Die gesamte Produktion von 1926 bis 1932 wird auf 20 bis 50 Fahrzeuge geschätzt; die Marendaz-Homepage legt sich etwas präziser auf „etwa 30“ fest. Diese geringe Zahl verteilt sich auf vier Modelle – sechs, wenn die entsprechende Kompressor-Variante ebenfalls als Modell gewertet wird. Der 9/90 hatte einen Vierzylindermotor von Anzani mit 1087 cm³ Hubraum und war mit Kompressor erhältlich. Somit dürfte das Auto im Hinblick auf eine Teilnahme an den Coupes des Voiturettes entstanden sein. 1930 oder 1931 wurde das Modell aufgegeben.
Das „Rückgrat“ der kleinen Produktion bildete der 11/55 mit einem 1,5-Liter-Vierzylindermotor, ebenfalls geliefert von Anzani. Dieses Modell war auch Basis für Rennsportwagen.
Ein eigener Reihen-Achtzylindermotor (14/55) nach dem Vorbild des Bugatti Type 35 wurde entwickelt, aber kaum verkauft; es ist fraglich, ob mehr als ein Exemplar gebaut wurde. Mangels zeitgenössischer Quellen ist unklar, ob von der im Katalog angebotenen Kompressorversion 14/120 überhaupt je ein Fahrzeug fertiggestellt wurde. Der Achtzylinder scheint ein von Anzani aufgegebenes Projekt gewesen zu sein, das Marendaz weiterentwickelte. Die Kurbelwelle lieferte denn auch Anzani, den Motorblock entwarf Marendaz neu.

## Marendaz Special Cars Limited

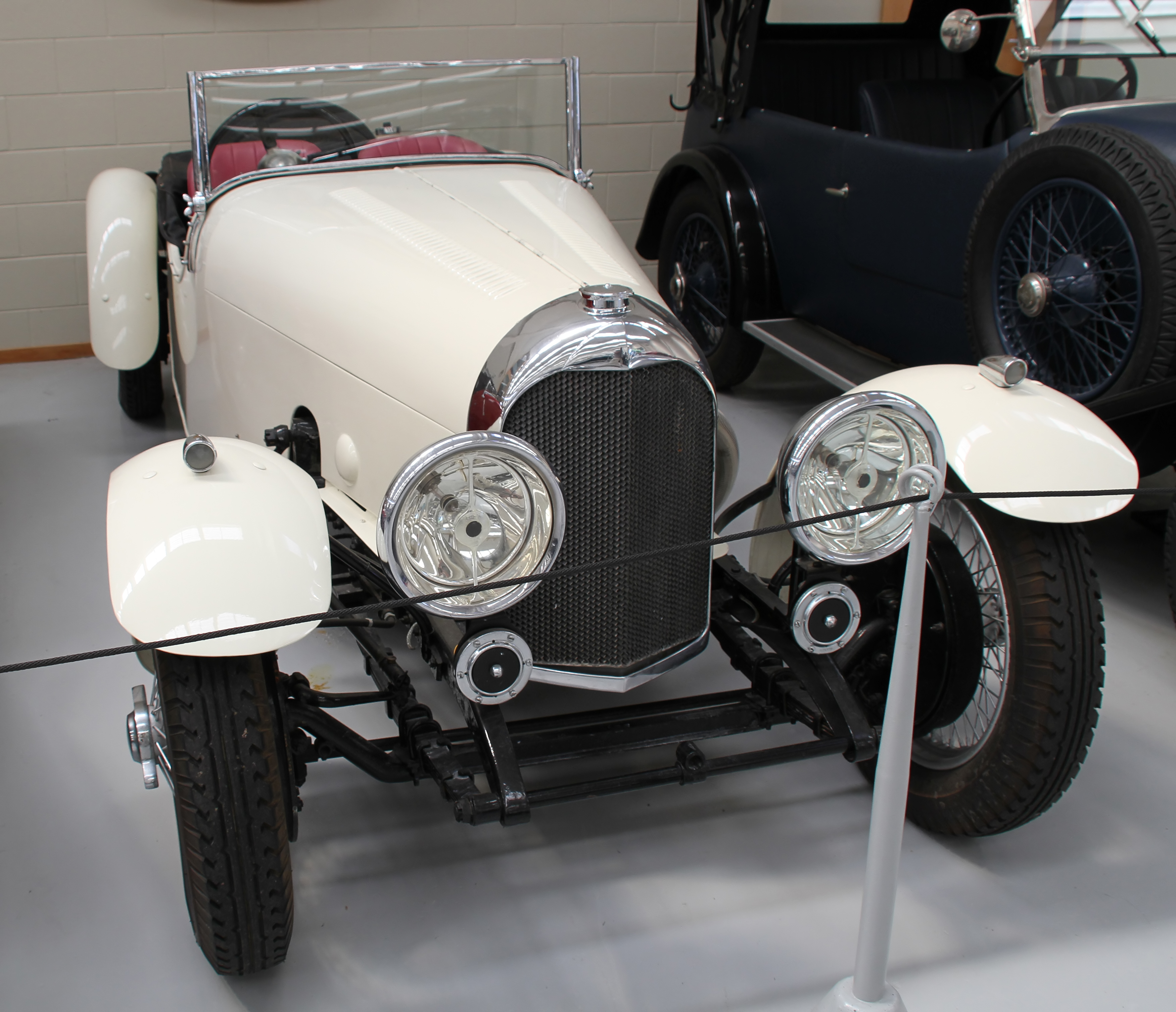
Marendaz Special 15-90 von 1935

Ab 1931 begann die Entwicklung eines größeren Modells. Verwendet wurde ein 1,8-Liter-Sechszylinder von Continental; dieser wurde von Marendaz überarbeitet. Bevor das Unternehmen von London wegzog, wurden mindestens fünf dieser 13/70 genannten Fahrzeuge fertiggestellt.
Dieser Umzug erfolgte 1932 und ging einher mit der Umbenennung auf Marendaz Special Cars Limited. Marendaz bezog Räumlichkeiten in den Cordwallis Works in Maidenhead, Berkshire, England. Die immer wieder kolportierte Feststellung, dass hier zuvor G.W.K.- oder Burney-Automobile hergestellt worden waren (z. B. Motorbase) ist schwer nachvollziehbar denn die Produktionsdauer der drei Hersteller überschneidet sich: G.W.K. bestand von 1911 bis 1931 und produzierte hier ab 1914, Burney  von 1927 bis 1934 resp. 1936. Das passt nicht zur Produktionszeit des Marendaz in Maidenhead. Während denkbar ist, dass Marendaz in den frei gewordenen Anlagen von G.W.K. arbeitete, erscheint das für Burney ausgeschlossen sofern deren Produktion nicht gemeinsam erfolgte. Dies wiederum kann nicht belegt werden. Die Anlage Cordwallis Park besteht als Industriepark bis heute. sodass der Rückschluss erlaubt ist, dass zwar die drei Hersteller hier eingemietet waren, aber nicht in denselben Räumen.
1935 stellte Continental die Lieferung seiner Motoren ein. Ob die Ursache in einer Produktionsumstellung, die geringe Stückzahl oder offene Rechnungen bei Marendaz Special Cars lag ist unklar. Marendaz behalf sich, indem er den Motorblock erst nachfertigte und später weiter entwickelte. Getriebe wurden teils von der Moss Gear Company in Birmingham zugekauft und teils selber hergestellt.
Im Laufe des Jahres 1935 kam mit dem 15/80 eine weitere Version hinzu. Sie erhielt den Zweiliter-Motor von Coventry Climax. Dieses Modell löste also die Versionen mit Coventry-Motoren nicht ab. Beide wurden bis zur Produktionseinstellung gebaut.

## Technik
Das Unternehmen stellte attraktive, sportliche Fahrzeuge in geringen Stückzahlen her. Bei manchen Modellen erhöhte ein Kompressor die Motorleistung. Es gab eine schwer überschaubare Zahl von ähnlichen Modellen, die sich im Wesentlichen nur durch ihre Motorisierung unterschieden. Die meisten in London gebauten Wagen erhielten Anzani-Motorenmit mit 1087 cm³ oder 1495 cm³ Hubraum. Beim 1100er (Modell 9/90) könnte es der gleiche Motor gewesen sein, der auch im Collet-Anzani verwendet wurde; dieses aufwendig konstruierte Triebwerk bestand ganz aus Leichtmetall. Es hatte eine oben liegende Nockenwelle; Zylinderkopf und Zylinder waren ein gemeinsames Bauteil und die Nockenwelle wurde über Zahnräder angetrieben. Dazu kam noch eine Doppelzündung. Der Motor ließ sehr hohe drehen (über 6500/min) zu und auch einen Kompressor zu.
Der 1500er war mit stehenden Ventilen konventioneller konstruiert und galt als sehr standfest; auch er ließ sich mit einem Kompressor ausrüsten. Marendaz scheint dabei auf Kundenwünsche eingegangen zu sein; zumindest ein 13/90 erhielt einen Zoller-Kompressor.
Der Reihenachtzylinder war eine interessante Konstruktion. Den Motorblock fertigte Marendaz an, Kurbelwelle lieferte Anzani, wo ein ähnliches Projekt nicht weiterverfolgt worden war. Die Kompressor-Version 14/125 wurde zwar angeboten, es scheint aber, dass es bestenfalls zu einem Prototyp kam.
Unnötig verwirrend wirkte sich aus, dass das Werk sowohl die Vierzylinder 11/55 und 11/120 (Kompressorversion des 11/55) wie auch die Achtzylinder 14/55 und 14/125 alternativ als 1½ Litre bezeichnete.
Die meisten Marendaz Special erhielten jedoch einen von Marendaz mehr oder weniger überarbeiteten Sechszylindermotor des Typs 8F/9F von Continental. Das Triebwerk hatte zunächst 1869 cm³ Hubraum. Marendaz’ Beitrag zum Basismodell 13/70 bestand in Leichtmetall-Zylinderköpfen und -Auspuffkrümmern eigener Konstruktion. Zur Leistungssteigerung war ein Kompressor lieferbar; diese Ausführung hieß 13/85. Ab 1932 hatte Marendaz zunehmend Mühe, diese Motoren zu erhalten. Der 13/70 erhielt nun einen hauseigenen Motorblock, der vom Continental-Motor abgeleitet war. Schnell wurde eine auf 2454 cm³ Hubraum vergrößerte Variante nachgeschoben. Dieser 17/80 war auch als Kompressorversion 17/97 oder 17/100 erhältlich. Möglicherweise hatten auch diese Modelle Kompressoren unterschiedlicher Hersteller. Gelegentlich wird auch ein 17/115 genannt, der auf der Marendaz-Homepage allerdings nicht genannt ist.
Das letzte Marendaz-Modell erhielt einen Coventry-Climax-Motor. Der Zweiliter wurde von mehreren britischen Herstellern verwendet. Im Triumph Gloria Six 15.7 hp leistete er gemäß Werksangaben 55 bhp (40 kW) und in der Vitesse-Version 65 bhp 55 bhp (48 kW); Marendaz gab für den gleichen Motor 80 bhp (59.7 kW) ohne Kompressor an. Demnach wurde entweder in der Werbung etwas „geflunkert“ oder Donald Marendaz tunte auch diesen Motor, wofür allerdings keine Angaben vorliegen.

## Fahrzeuge
Die Typenbezeichnung in der nachstehenden Liste bezieht sich auf die Steuer-PS in Großbritannien zur Produktionszeit (vor dem Schrägstrich) und die Leistung in bhp (hinter dem Schrägstrich). Letztere Angaben sind bei kleinen Herstellern wie Marendaz nicht immer zuverlässig und gerade Captain Marendaz scheint gelegentlich etwas übertrieben zu haben.
| Modell    | Bauzeit   | Zylinder | Hubraum cm³ | Leistung kW | Bemerkung                                                  |
| 11/55 HP  | 1925–1932 | 4        | 1496        | 41.0        | Motor Anzani                                               |
| 11/120 HP | 1925–1929 | 4        | 1496        | 89.5        | Motor Anzani, Kompressor                                   |
| 9/90 HP   | 1926–1931 | 4        | 1094        | 67.1        | Kompressor optional                                        |
| 14/55 HP  | 1929–1931 | 8        | 1495        | 41.0        | Motor Marendaz/Anzani                                      |
| 14/125 HP | 1929–1931 | 8        | 1495        | 93.2        | Motor Marendaz/Anzani, Kompressor                          |
| 13/70 HP  | 1931–1932 | 6        | 1869        | 52.2        | Motor Continental Typ 8F/9F                                |
| 17/80 HP  | 1932–1936 | 6        | 2454        | 59.7        | Motor Marendaz/Continental                                 |
| 13/85 HP  | 1934–1934 | 6        | 1869        | 63.4        | Kompressor-Version des 13/70                               |
| 17/97 HP  | 1934–1934 | 6        | 2454        | 72.3        | Kompressor-Version des 17/80                               |
| 13/90 HP  | 1935–1936 | 6        | 1969        | 67.1        | Kompressor-Version des 13/70                               |
| 17/85 HP  | 1935–1936 | 6        | 2500        | 63.4        | Version des 17/80; Produktionsdauer unklar                 |
| 17/100 HP | 1935–1936 | 6        | 2500        | 74.6        | Kompressor-Version des 17/85                               |
| 17/115 HP | 1935–1936 | 6        | 2454        | 85.8        | Motor Marendaz/Continental (?); evtl. identisch mit 17/100 |
| 15/80 HP  | 1936–1936 | 6        | 1991        | 59.7        | Motor Coventry Climax                                      |
| 15/90 HP  | 1936–1936 | 6        | 1991        | 67.1        | Motor Coventry Climax                                      |

Da sich die einzelnen Modelle praktisch nur durch die Motorisierung unterschieden, dürften die Karosserien weitgehend austauschbar gewesen sein. Die vorderen Kotflügel waren entweder „helmförmig“ (d. h., ihr Profil ähnelte jenem eines antiken Helms) oder gestreckt. Letztere liefen etwa auf der Höhe der Tür aus. Spätere Ausführungen sind manchmal auch seitlich geschürzt. Es gab keine Trittbretter.
Die Literatur nennt keinen Hersteller für die Aufbauten; sie entstanden also wahrscheinlich im Werk. Das übliche Verfahren war, einen hölzernen Rahmen zu bauen und das von Hand geformte Karosserieblech darüber zu befestigen. So werden heute noch (Stand 2020) die Aufbauten für Morgan-Automobile hergestellt.
Lieferbar waren:
Marendaz 9/90
- Roadster, 2-türig, 2-sitzig

Keine genauen Angaben.
Marendaz 11/55, 14/55 und 14/125
- Roadster, 2-türig, 2-sitzig
- Roadster, 2-türig, 3-sitzig
- Coupé 2-türig, 2-sitzig

Marendaz 13/70, 13/100
- Roadster, 2-türig, 2-sitzig
- Coupé 2-türig, 2-sitzig
- „Sportsman“ Coupé

Weitere Angaben zum „Sportsman“ Coupé fehlen.
Marendaz 15/90
- Roadster, 2-türig, 2-sitzig

Marendaz 17/97, 17/80, 17/100
- Tourer, 2 + 2-sitzig
- Cabriolet, 2-türig, 2-sitzig
- Coupé 2-türig, 2-sitzig ("foursome")
- Saloon 4-türig, 4-sitzig

Tourer haben ein leichtes Notverdeck und in der Regel umklappbare Windschutzscheiben analog dem Roadster. Cabriolets haben eine feste A-Säule und ein schwereres Verdeck. Weitere Angaben zum „foursome“ Coupé fehlen; üblicherweise ist damit ein Viersitzer gemeint.

## Produktion
Anfang 1936 endete die Produktion. Insgesamt 45 Fahrzeuge (einschließlich fünf in London fertiggestellte) mit dem Continental-Motor (oder einem davon abgeleiteten) wurden gebaut. Dazu kommen 11 Exemplare mit Coventry-Climax-Motor. Geht man von 30 Fahrzeugen mit Anzani-Vierzylinder oder Marendaz-Achtzylinder aus, dann ergibt das eine Gesamtproduktion von nur 86 Fahrzeugen in zehn Jahren.
Am Rennsport hielt Marendaz bis zuletzt fest.

## Rennsport
Das erste Rennen, das ein Marendaz Special bestritt, war das Brooklands Handicap vom 13. April 1925, das er prompt gewann. Von diesem ersten Fahrzeug der noch nicht einmal gegründeten Marke ist nur bekannt, dass es einen viertürigen Tourer-Aufbau hatte. Es gab keine Ähnlichkeit mit späteren Marendaz Special, wohl aber eine große mit dem Marseal.
Marendaz' Sekretärin und spätere Lebensgefährtin Dorothy Summers fuhr bis 1936 auf Marendaz recht erfolgreich kleinere Rennen. Zu den Kunden, die mit Marendaz Special Motorsport betrieben, gehörten Albert E. Moss und Gattin Aileen, die Eltern von Stirling Moss.
Die niedrigen Verkaufszahlen täuschen leicht darüber hinweg, dass der Marendaz ein ernsthafter Sportwagen mit Potential war. Ähnlich wie beim Atalanta verhinderte die dauernde Unterfinanzierung seine Ausschöpfung.
Bei den 150 Meilen von Brooklands vom 3. September 1927, einem nicht zur Meisterschaft zählenden Wettkampf, fuhr ein Marendaz Special auf den vierten Platz hinter J. P. Dingle (Austin Seven), Malcolm Campbell (Bugatti) und Woolf Barnato (Bentley). J. N. Forrest erreichte hier im folgenden Jahr das Ziel nicht.
Zwischen 1928 und 1930 wurden mindestens sechs 11/55 Specials vom Hersteller und von verschiedenen Privatfahrern in kleineren Rennen eingesetzt. Sie waren in nationalen Wettbewerben (Speed Trials) mit einer Reihe von zweiten und dritten Plätzen recht erfolgreich.

### Junior Car Club Rennen (JCC)
Die Junior Car Club Rennen über 200 Meilen (325,025 km) waren für Voiturettes und Cyclecars entworfen und sehr beliebt. Beim 6. Junior Car Club "200" am 25. September 1926 in Brooklands waren 73 Runden zurückzulegen. D.M.K. Marendaz war mit einem als „Marendaz Anzani“ aufgeführten 11/55 (Nummer 8) am Start, musste aber wegen Ölverlust bereits in der 4. Runde aufgeben.
Ein Marendaz Special nahm auch 1927 teil; 1928 waren es zwei. Keiner erreichte ein zählbares Resultat.

### Weltrekord
Mit einem Fahrzeug aus dem Besitz von L. L. Hanks stellten D.M.K. Marendaz, Forrest und Hanks am 5./6. November 1928 in Montlhéry einen nationalen und internationalen 24-Stunden-Rekord auf. In der Klasse F (1,5 Liter) legte das Team 1425 Meilen (2293 km) mit einer Durchschnittsgeschwindigkeit von 73 mph (117,5 km/h) zurück.

### Tourist Trophy
Bei der RAC Tourist Trophy ("TT") am 18. August 1928 war das Team Marendaz/Forrest gemeldet (Startnummer 22), erschien aber nicht am Start. Im nächsten Jahr (17. August 1929) war D.M.K. Marendaz allein gemeldet (Nummer 39); wiederum blieb er dem Rennen fern.
Für die TT 1935 in Ards (Nordirland) bei Belfast ließ Marendaz in aller Eile einen 15/90 (also mit Coventry-Climax-Motor) und Marendaz-Getriebe fertigstellen. Er startete selber, holte den Sieg in der Klasse E (1500–2000 cm³) und stellte mit 73,07 mph (117,59 km/h) einen Rundenrekord auf.

### Grand Prix

Nürburgring 1927–1929

D.M.K. Marendaz startete beim Großen Preis von Deutschland am 15. Juli 1928. der dritten Durchführung dieses Rennens und der zweiten auf dem Nürburgring. Die Distanz betrug 508,77 km, zu bewältigen in 18 Runden je 28,265 km. Zu dieser Zeit war der Große Preis für Sportwagen ausgeschrieben. Der Marendaz Special 11/55 fiel nach einem Unfall aus, noch ehe er die erste Runde absolviert hatte.
Am nicht zur Meisterschaft zählenden Irish GP Saorstat Cup 1929 über 300 Meilen auf der Phoenix-Park-Rennstrecke nahm D.M.K. Marendaz mit unbekanntem Ergebnis teil; unter den ersten 15 (von 22 Teilnehmern) war er jedoch nicht.
Auch der Große Preis von Frankreich 1936 wurde als Sportwagenrennen ausgeschrieben. Er fand am 23. Juni in Montlhéry statt. Er führte über 1000 km und wurde in drei Hubraumklassen ausgetragen. Es gab den Le-Mans-Start und die Fahrzeuge mussten in den Nationalfarben lackiert sein (Rot für Italien, Blau für Frankreich, Weiß für Deutschland und Grün [„British Racing Green“] für Großbritannien). Mit Earl Howe/Tommy Wisdom nahm in der Zweiliterklasse ein sehr bekanntes Team auf Marendaz teil. Ihr 15/90 war der Werks-Rennwagen, der im Vorjahr den Klassensieg an der Tourist Trophy geholt hatte.
Der Wagen fiel allerdings nach dem Bruch eines Achsbolzens aus. Gesamtsieger wurden Wimille/Sommer auf Bugatti Type 57G; die Zweiliterklasse wurde von Riley dominiert, die alle Podestplätze belegten.

### Le Mans
Marendaz war zweimal zu den 24-Stunden-Rennen von Le Mans gemeldet, schaffte es aber beide Male nicht an den Start.
Erstmals findet sich ein Marendaz Special in der Meldeliste für 1928 mit dem Team D.M.K. Marendaz / P.L. Densham ohne dass das Fahrzeug in Le Mans erschien.
Den nächsten Versuch unternahm D.M.K. Marendaz selber anlässlich der 11. Austragung 1933. Er erhielt die Startnummer 18, das Fahrzeug war ein 13/70.

### Statistik
Das beste Ergebnis für Marendaz erzielte J. Andrews am 31. August 1935 im National-Donington-Rennen, als er hinter dem Bugatti von Peter Hampton auf Rang 2 fuhr.
Marendaz-Fahrzeuge waren zu neun größeren Rennen gemeldet und starteten in sieben davon. D. M. K. Marendaz bestritt vier, J. N. Forrest zwei und W. T. McCalla, J. Andrews und Howe / Wisdom je eines; der einzige Podestplatz war Andrews’ Ergebnis in Donington.

## Markenlogo

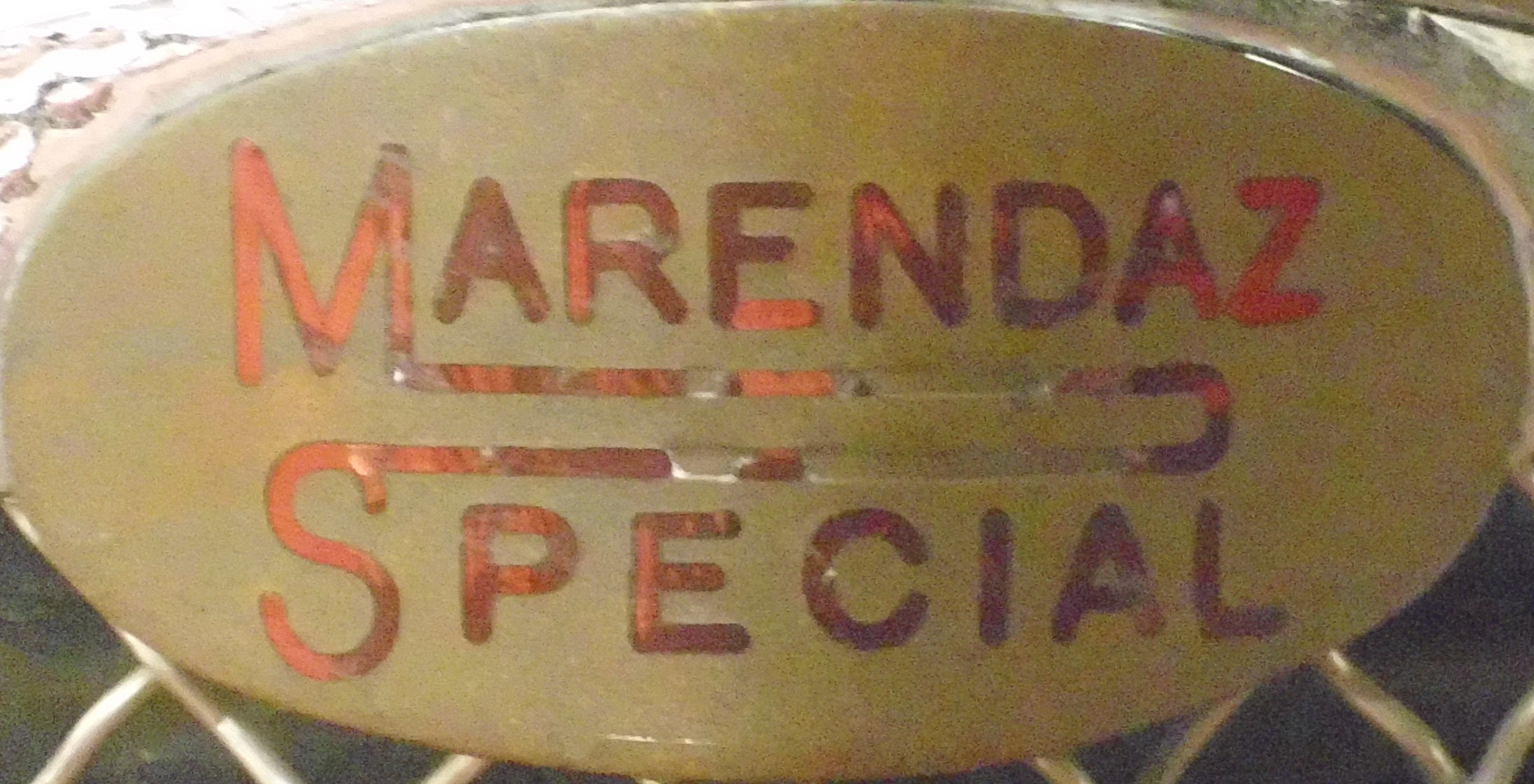
Markenlogo

Das Logo wurde vom Marseal übernommen und angepasst. Ein liegendes Oval wird flankiert von zwei Schwingen, dem Zeichen des Royal Flying Corps, in dem Marendaz im Ersten Weltkrieg als Kampfpilot gedient hatte. Lediglich der ausgeschriebene Name im Oval wurde auf Marendaz Special geändert.

## Ende und späteres Leben von D.M.K. Marendaz
Die Marendaz Special Cars Limited musste Anfang 1936 aufgeben und ging in Liquidation. R.H. Colliers aus Birmingham kaufte Fahrzeuge und Inventar des Unternehmens. Möglicherweise entstanden bis Anfang 1937 einige Marendaz Special aus vorhandenen Bestandteilen.
D.M.K. Marendaz versuchte danach eine Flugzeugproduktion zustande zu bringen und betrieb eine Flugschule. Es entstanden drei Prototypen, deren erster bei einem Hangarbrand zerstört wurde. Nachdem die Royal Air Force kein Interesse bekundet hatte, gab er das Projekt auf, arbeitete künstlerisch und schrieb ein Buch über das Fliegen. Er wurde 1940 wegen seiner Nähe zum britischen Faschismus kurze Zeit interniert. Nach dem Krieg heiratete er in zweiter Ehe Dorothy Summers. Das Paar hatte zwei Kinder und verbrachte viele Jahre in Südafrika. 1972 ließ er sich in Lincolnshire nieder. Er starb 1988.

## Verbleib

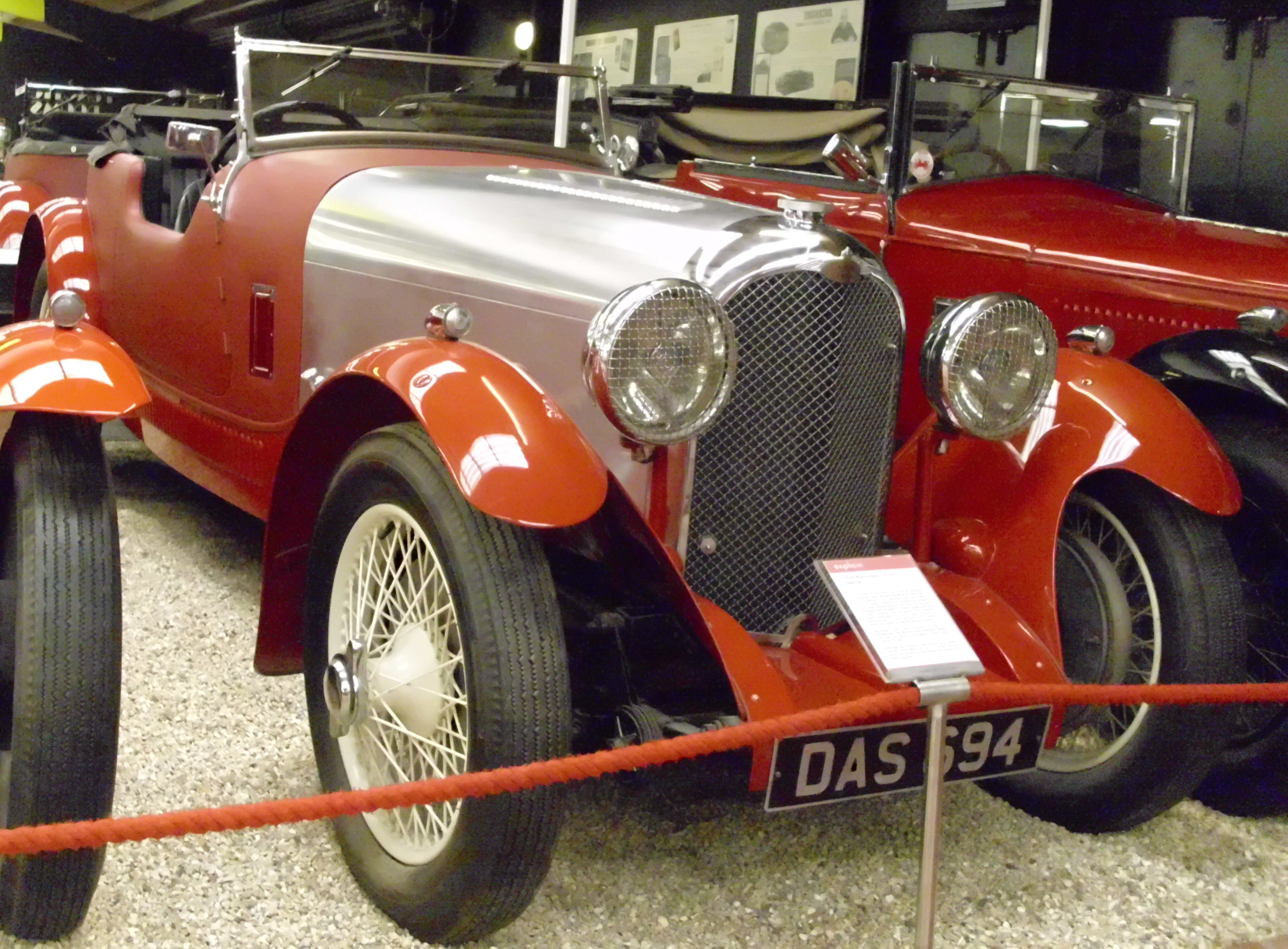
Marendaz 13/70 von 1934 im Haynes International Motor Museum

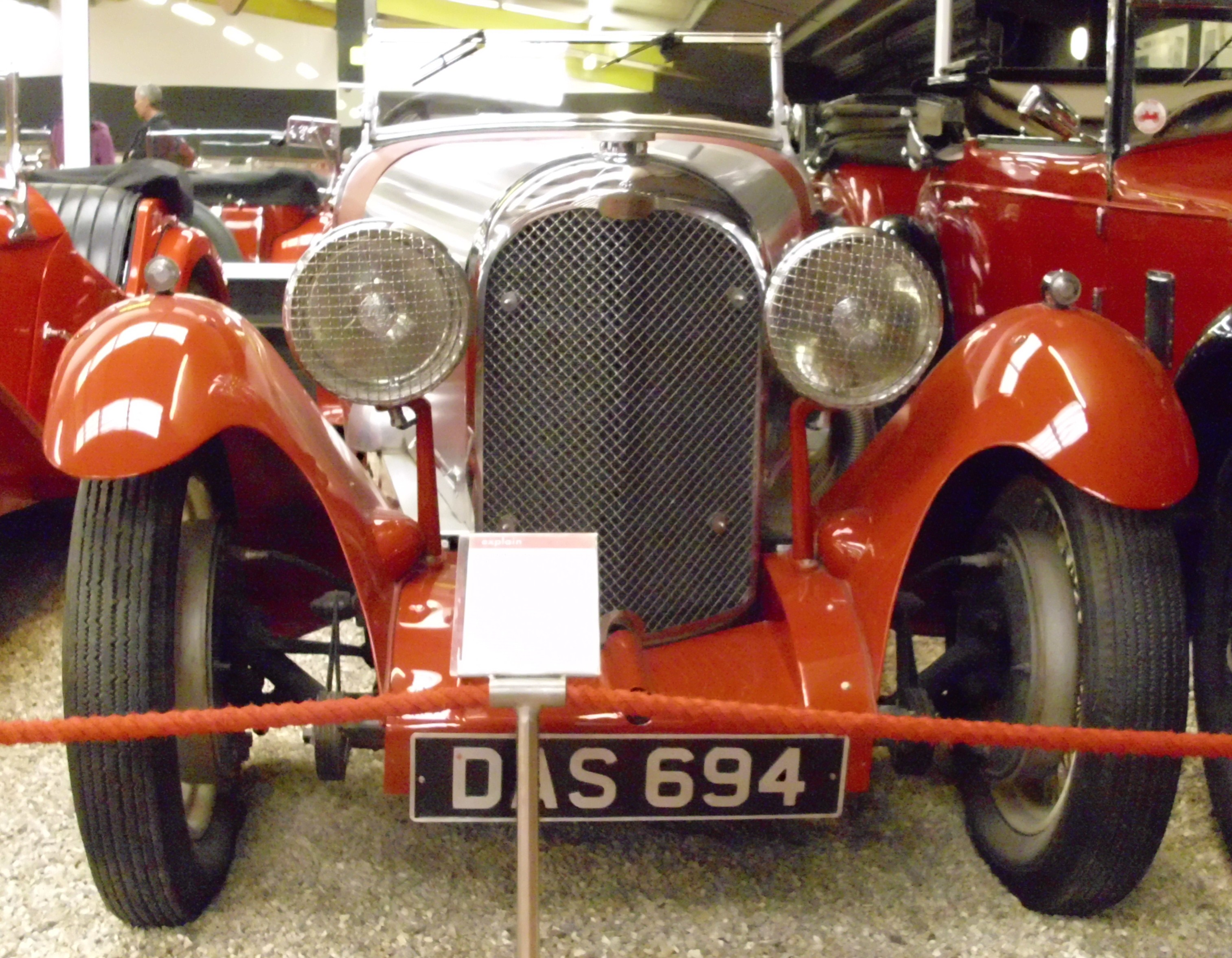
Frontansicht

Von den in London gebauten Marendaz Special hat nur einer überdauert. Dieser 11/55 mit der Zulassung "UC3933" wurde 1926 gebaut und nahm 1926 und 1928 am 6. beziehungsweise 8. Junior Car Club Rennen über 200 Meilen teil. Vor allem aber wurden damit insgesamt sechs Geschwindigkeitsrekorde in der Klasse G (1.5 Liter) aufgestellt. Der restaurierte Rennwagen befindet sich in Privatbesitz.
Gemäß Marendaz-Register existieren noch zehn 13/70, sieben 15/90, darunter der GP-Frankreich Wagen von Howe/Wisdom; einer wurde unter Verwendung eines Marendaz/Continental Motorblocks umgebaut auf 13/70, zwei 17/80 und ein 17/90.
Nicht alle Fahrzeuge haben noch ihren Originalmotor, bei manchen wurden bei der Restaurierung Fremdmotoren verwendet, etwa von Riley oder Triumph, und gelegentlich kamen nachträglich abgeänderte oder fremde Karosserien auf Marendaz-Fahrgestelle.
Der wahrscheinlich „prominenteste“ noch existierende Marendaz ist der Tourist-Trophy-1935/GP-von-Frankreich-1936-Werksrennwagen (Howe/Wisdom). Er wurde 1938 auf Alfred Moss zugelassen und ist heute im Southward Car Museum in Otaihanga / Paraparaumu (Neuseeland) zu besichtigen.
Ein 13/70 (einer von zwei noch existierenden mit Marendaz/Continental-Motorblock) ist im Haynes International Motor Museum in Sparkford in Somerset zu besichtigen.
Alle noch existierenden Marendaz haben eine mehr oder weniger originale 2- oder 3-sitzige Tourer- bzw. Roadster-Karosserie.
Ein Marendaz Special von 1934 im Zustand 2 („Gut“) wurde 2001 für GB£ 15.815 versteigert; dabei handelte es sich möglicherweise um das Fahrzeug im Haynes-Museum.